# Eslabón (yesquero)

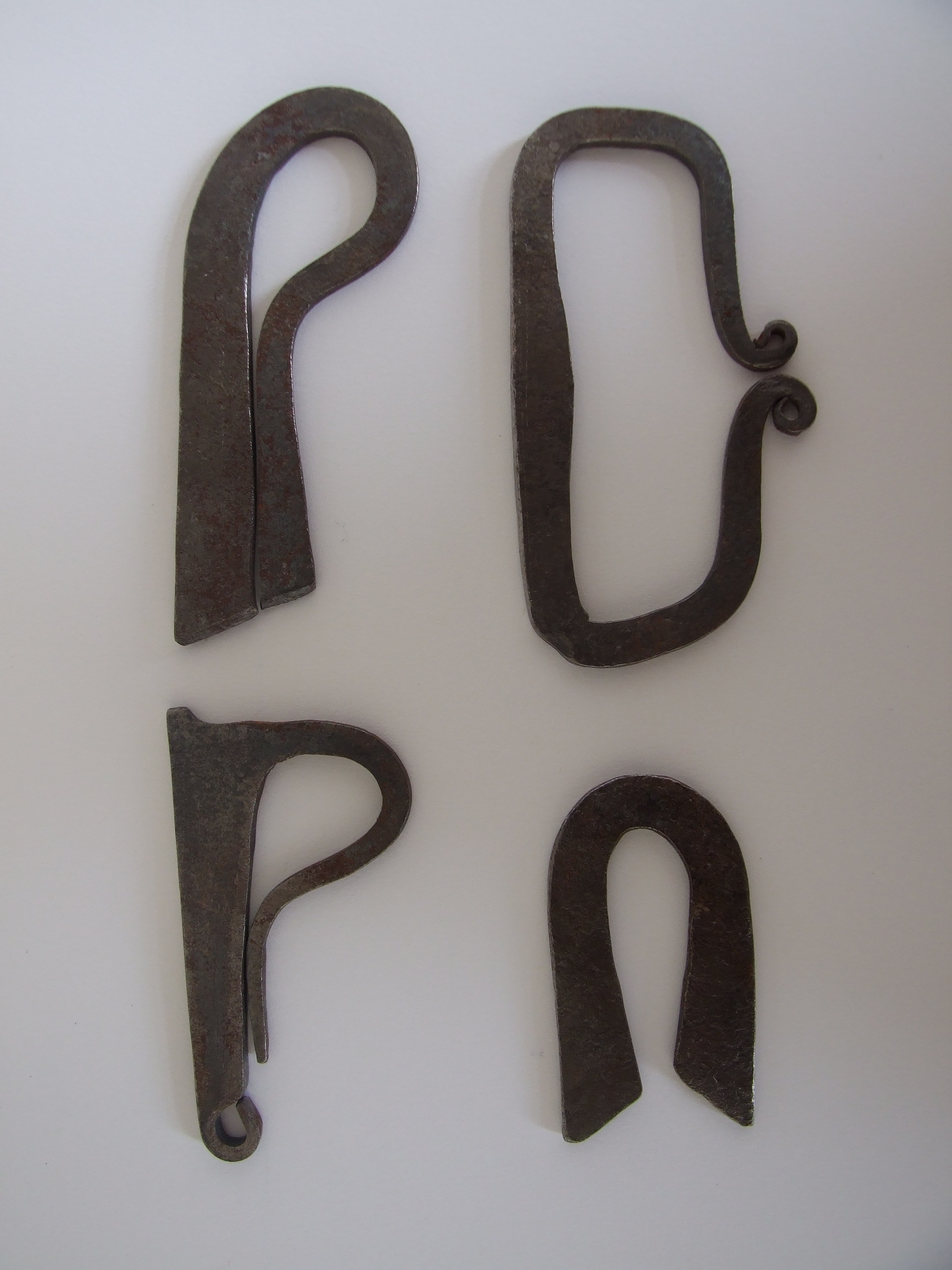
Reproducción de eslabones del período romano-medieval.

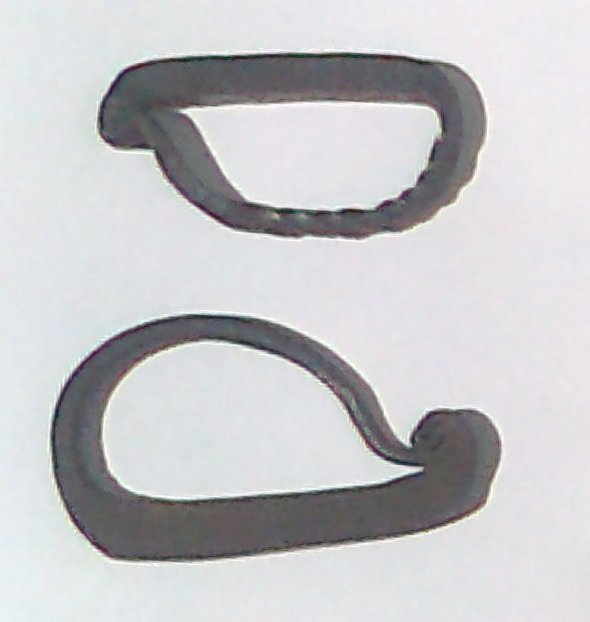
Eslabones bretones de finales del.

Cuatro letras (o eslabones, según algunos) en la Cruz de Serbia.

Un eslabón o chispero es una pieza de hierro con alto contenido de carbono o aleación de acero de la que se hacen saltar chispas al golpearla contra una piedra de sílex o roca similar. En los eslabones modernos generalmente no se utiliza el sílex natural, que ha sido reemplazado por el denominado sílex artificial, fabricado con aleaciones de ferrocerio.

## Historia
En tiempos primitivos se utilizaba un eslabón de percusión para iniciar un fuego. Antes del descubrimiento del acero, se utilizaban diferentes variedades de pirita o marcasita, junto con sílex y otras piedras, para producir mediante golpeo o fricción chispas a alta temperatura que se empleaban para iniciar un fuego. Hay indicaciones que Ötzi, el hombre del hielo, podría haber utilizado pirita para hacer fuego, puesto que se encontraron trozos de hongo yesquero entre sus enseres.
A partir de la Edad del Hierro y hasta la invención de los fósforos de fricción, la manera usual de encender un fuego era golpear un trozo de acero contra uno de sílex; fue el método más empleado en Europa durante la Edad Antigua, la Edad Media y la era de los vikingos.
Cuando se utilizaba acero y sílex, el eslabón, la yesca y el sílex se guardaban dentro de una caja metálica. En cambio, en el Tíbet y en Mongolia estos elementos se llevaban dentro de una funda de cuero llamada chuckmuck.
En Japón, para producir fuego por percusión se utilizaba ágata o cuarzo, método que también fue utilizado en rituales mágicos para atraer la buena suerte o alejar los malos espíritus.

## Uso
Aparte de utilizar el acero con el sílex, se pueden utilizar otras rocas duras, no porosas, que tengan el borde afilado tales como el jaspe o la calcedonia.
Para encender fuego se golpea con un brusco movimiento descendente el eslabón contra el pedernal, lo que produce una lluvia de chispas sobre la yesca. Las chispas (consistentes en pequeños trocitos de metal incandescente arrancados al golpear eslabón contra el pedernal, ya que la piroforicidad del acero hace que llegue a su temperatura de fusión) crean pequeñas llamas sobre la yesca o la tela de carbón, que una vez iniciada su combustión, basta con soplar para encender el extremo de una astilla de madera impregnada de azufre.
Normalmente se utiliza tela de carbón o bien hongo yesquero como yesca para recoger las chispas de baja temperatura generadas al golpear el eslabón contra el sílex; entonces se agrega material al fuego incipiente y se sopla para obtener una llama viva. Aun así, en el pasado muchos campesinos que no contaban ni con hongo yesquero ni tela de carbón, guardaban plantas carbonizadas dentro de su lata de yesca que utilizaban para encender el fuego.